# 김우애
김우애(金尤愛, 1925년 ~ 2001년 1월)는 대한민국의 대학교수이다. 한국의 독립운동가 김규식과 김순애의 셋째 딸이다. 한국인 최초로 미국 예일 대학교 교수를 지냈다. 본관은 청풍이다.

## 생애
- 중국에서 태어남
- 독립운동가였던 아버지 김규식이 조선총독부와 일본 영사관 경찰들의 추적을 받아, 유년기에 계속 이사 다님.
- 1945년 11월 3일 아버지 김규식이 임정 귀국 제1진으로 귀국할 때 함께 귀국
- 미국으로 유학, 웨슬리대학교에 입학
- 1949년 웨슬리대학교 화학학사
- 1950년 미시간대학교 화학학사, 우등으로 졸업하였다.
- 한국인 최초로 미국 예일대학교 교수 역임[1]
- 예일대학교 약리학과 연구원 정년퇴임[1]
- 1982년 예일대학교를 방문한 중국인 대학교수의 통역을 맡기도 했다.
- 2001년 1월 미국에서 사망

## 가족
남동생 김진세씨는 미국 텍사스 샌안토니오에 살고 있다.
- 증조부 : 김동선(金東璇, ? ~ 1894년, 참봉 역임)
- 조부 : 김지성(金智性, ? ~ 1892년)
- 조모 : 경주이씨(經州李氏, ? ~ 1887년?[3][4])
  - 백부 : 김규찬(종조부 김우성의 양자로 감)
  - 백부 :
- 아버지 : 김규식(金奎植, 1881년 ~ 1950년 12월 10일
- 어머니 : 조은수(趙恩受, 1890년 ~ 1917년)
  - 이복 오빠 : 김진필(金鎭弼, 1910년 ~ 1910년)
  - 이복 오빠 : 김진동(金鎭東), 독립운동가(1910년 ~ 1997년)
    - 조카 : 김건필(金健必)
    - 조카 : 김건영
    - 조카 : 김수옥
    - 조카 : 김수진
- 어머니 : 김순애(金淳愛, 1889년 음력 5월 12일 ~ 1976년 5월 17일), 독립운동가
  - 남동생 : 김진세(金鎭世)
  - 올케 : 원정애
  - 언니 : 김한애(1923년~1930년)
  - 언니 : 김민애(1924년~1927년)
- 종조부 : 김우성